# Анастасьино (Саратовская область)
Анастасьино — село в Калининском районе Саратовской области России. Входит в состав Широкоуступского муниципального образования. Основано в 1800 году.

## География
Находится в центрально-южной части Саратовского Правобережья, в пределах Окско-Донской равнины, в степной зоне, на берегах реки Кочетовки, на расстоянии примерно 20 км (по прямой) к северу от города Калининска. Абсолютная высота — 191 метр над уровнем моря.
Климат
Климат характеризуется как умеренно континентальный с холодной малоснежной зимой и сухим жарким летом. Среднегодовая температура воздуха — 4,1 — 4,5 °C. Средняя многолетняя температура самого холодного месяца (января) составляет −12,6 — −12,1 °С (абсолютный минимум — −41 °С), температура самого тёплого (июля) — 20,8 — 21,4 °С (абсолютный максимум — 40 °С). Среднегодовое количество атмосферных осадков — 375—450 мм, из которых более половины (200—260 мм) выпадает в период с апреля по октябрь. Снежный покров держится в среднем 142 дня в году.
Часовой пояс
Село Анастасьино, как и вся Саратовская область, находится в часовой зоне МСК+1. Смещение применяемого времени относительно UTC составляет +4:00.

## Население
| 2002 | 2010 |
| ---- | ---- |
| 708  | ↘515 |

Гендерный состав
По данным Всероссийской переписи населения 2010 года в гендерной структуре населения мужчины составляли 46,6 %, женщины — соответственно 53,4 %.
Национальный состав
Согласно результатам переписи 2002 года, в национальной структуре населения русские составляли 69 % из 708 чел.

## Приход во имя священномученика Сергия (Шеина)
Деревянный Введенский храм был построен в селе «тщанием прихожан» в 1866 году. Освящена церковь 3 сентября того же года. В 1867 году крестьянское общество выделило для духовенства 17 десятин земли. Причт состоял из священника-настоятеля и псаломщика. При храме действовала школа грамоты. Он был «холодным», т. е. неотапливаемым.
В советское время он был разобран и упразднен.
Восстановление
В 2014 году в село прибыл потомок служившего в Введенском храме в конце XIX века священника Александра Петровича Мраморнова историк Александр Игоревич Мраморнов. Был освящен поклонный крест на месте Введенского храма, по благословению епископа Балашовского и Ртищевского Тарасия был создан Попечительский совет храма, который теперь был посвящен священномученику Сергию (Шеину). С тех пор ведется работа по подготовке проекта храма-памятника. В 2016 году был обнаружен проект храма, сделанный известным архитектором П. М. Зыбиным перед Первой мировой войной. На основании его в 2017 году архитектором О. Р. Протоповичем был создан новый эскизный проект каменного храма. В 2018 году был зарегистрирован приход храма, настоятелем назначен иерей Олег Белозёров. Приходу был выделен исторический земельный участок на храмовой горе. В 2020 году председателем приходского совета храма был назначен А. И. Мраморнов, руководством Балашовской епархии был утвержден план создания временного деревянного храма и ограждения храмового участка.

## Связь
Сотовая связь и высокоскоростной мобильный интернет стандарта 4G/LTE.